# Can Capità
Can Capità és una masia del terme de Sallent, al municipi de Pinell de Solsonès.
Amb la façana principal orientada cap als 25 minuts, està situada a 486,5 metres d'altitud, al nucli de Sallent, entre la masia de Cal Batlle i la torre de guaita.
La llinda de la portalada principal porta gravada la data de 1800.
Es mantenen dempeus les quatre parets de la casa però la teulada s'ha esfondrat totalment. En una ortofoto de l'ICC realitzada a l'abril de 1987, la masia hi apareix només sense el vessant sud-oriental de la teulada.